# Vicario general para la diócesis de Roma
El vicario general de Su Santidad para la diócesis de Roma (en italiano: Vicario generale per la diocesi di Roma), llamado también cardenal vicario por la costumbre de que también es elevado a la púrpura cardenalicia, es el obispo a quien, en nombre y por mandato del papa, es delegado el gobierno pastoral de la porción de la diócesis de Roma que se encuentra en territorio de Italia.
El puesto lo ocupa el cardenal Baldassare Reina desde el 6 de octubre de 2024.

## Historia
Annibale Ilari escribe que «el Sumo Pontífice, obispo de Roma, tiene desde hace tiempo Vicarii in Spiritualibus para la diócesis romana, generalmente concedido el carácter episcopal. El recuerdo más antiguo se encuentra en una carta de Inocencio III, fechada en junio-octubre de 1198, dirigida a Octaviano Hostiensi episcopo, Nuestro Vicario».
El 28 de noviembre de 1558 el papa Paulo IV estableció con un decreto consistorial que el cargo recaería en un cardenal. Si el elegido no era cardenal, aunque ocupara el mismo cargo y ejerciera las mismas funciones, el título utilizado era "provicario". Esta práctica decayó cuando, en 2017, el papa Francisco nombró al arzobispo Angelo De Donatis con el título completo de vicario, aunque no era cardenal.
Anteriormente, el título era "vicario general de Su Santidad para la ciudad de Roma y el distrito", donde distrito (districtus) significaba el área de jurisdicción territorial del Praefectus Urbis de la Roma imperial, una institución legal que se hizo propia —como otras— por el Romano Pontífice para el gobierno de la Iglesia de Roma. Comprendía el territorio infra centum milia ab Urbe lapide, cuyo conteo partía del Foro Romano.
Dado que la diócesis de Roma se extiende también sobre el Estado de la Ciudad del Vaticano, desde 1929 también existe un vicario general de la Ciudad del Vaticano, que se ocupa del cuidado espiritual de los fieles que residen en el territorio de las dos parroquias vaticanas, San Pietro in Vaticano y Sant'Anna dei Palafrenieri, que por tanto no entran bajo la jurisdicción del vicario de la diócesis de Roma.
Por costumbre, el vicario general de la diócesis de Roma es también arcipreste de la archibasílica de San Juan de Letrán, administrador apostólico de la sede suburbicaria de Ostia y gran canciller de la Pontificia Universidad Lateranense. También es presidente de la Obra Romana de Peregrinaciones.

## Normativa
Las funciones y responsabilidades del vicario general están explicadas por la constitución apostólica In ecclesiarum communione, promulgada por el papa Francisco el 6 de enero de 2023, y son las siguientes:
- en nombre y por mandato del papa, con la colaboración de los demás obispos auxiliares, ejerce el ministerio episcopal de magisterio, santificación y gobierno pastoral para la diócesis de Roma con potestad vicaria ordinaria dentro de los términos establecidos (art. 10);
- es juez ordinario de la diócesis de Roma (art. 10) y moderador de los tribunales (art. 37);
- vela por que el papa sea informado periódicamente y siempre que lo considere necesario sobre la actividad pastoral y la vida de la diócesis de Roma (art. 11);
- es el representante legal de la diócesis de Roma y del vicariato de Roma (art. 12) y no cesa en su cargo mientras la Sede Apostólica esté vacante (art. 13);
- presenta candidatos al papa para un posible nombramiento al cargo de párroco, previa discusión con el Consejo Episcopal (art. 19);
- presenta candidatos al papa para una posible admisión a las Sagradas Órdenes, habiendo obtenido el consentimiento del Consejo Episcopal (art. 20);
- preside el Consejo Episcopal, en ausencia del papa (art. 21);
- preside las reuniones del Consejo Pastoral Diocesano, del Colegio de Consultores, del Consejo de Prefectos y del Consejo Presbiteral (art. 22);
- preside el Consejo Diocesano para Asuntos Económicos (art. 23);
- nombra a los vicepárrocos (art. 19);
- nombra a los miembros del Consejo Diocesano de Asuntos Económicos;
- nombra a los directores y subdirectores de las Oficinas del Vicariato con el consentimiento del Consejo Episcopal, sujeto a la aprobación del papa (art. 27);
- nombra al delegado de Protección de Datos (DPO) de la diócesis de Roma (art. 32).

## Episcopologio

### Vicarii in spiritualibus
La siguiente lista es reportada por Ambrogio M. Brambilla, Origen y evolución del oficio del cardenal vicario de Roma hasta el año 1558, págs. 224-226.
- Ottaviano Poli dei conti di Segni † (mencionado en 1198)
- Pietro Gallocia † (mencionado en 1206 y 1207)
- Pietro Saxonis † (mencionado en 1217)
- Romano Bonaventura † (mencionado en 1227)
- Jacopo da Pecorara, O.Cist. † (mencionado en 1228 y 1238)
- Stefano de Normandis dei Conti † (mencionado en 1244)
- Riccardo Annibaldi † (mencionado en 1251)
- Tommaso Fusconi di Berta, O.P. † (mencionado en 1260)
- Giovanni Colonna, O.P. † (mencionado en 1262)
- Tommaso Agni da Lentini, O.P. † (mencionado en 1264)
- Anonimo † (mencionado en 1267)
- Aldobrandino Cavalcanti, O.P. † (mencionado en 1272)
- Latino Malabranca Orsini, O.P. † (mencionado en 1279)
- Giacomo Colonna † (mencionado en 1280)
- Bartolomeo, O.F.M. † (mencionado en 1288)
- Giovanni d'Uguccione † (mencionado en 1290)[5]
- Salvo, O.P. † (mencionado en 1291)
- Giovanni d'Uguccione † (mencionado en 1295) (por segunda vez)[5]
- Lamberto, O.F.M. † (21 de julio de 1296-?)
- Alemanno, O.F.M. † (antes del 9 de marzo de 1299-después del 28 de abril de 1299)[nota 2]
- Ranuccio, O.F.M. † (mencionado en 1300 y 1301)
- Niccolò Alberti, O.P. † (mencionado en 1302)
- Giovanni d'Uguccione † (mencionado el 6 de julio de 1303) (por tercera vez)[5]
- Giacomo di Sutri † (24 de diciembre de 1303-circa 1307)
- Guittone Farnese † (mencionado en 1307)
- Isnardo Tacconi, O.P. † (mencionado en 1309)
- Ruggero da Casole, O.P. † (mencionado en 1313)
- Giovanni, O.F.M. † (mencionado en 1317)
- Andrea † (mencionado en 1322)
- Angelo Tignosi † (mencionado en 1324)
- Andrea † (mencionado en 1325) (por segunda vez)
- Angelo Tignosi † (mencionado el 14 de febrero de 1325) (por segunda vez)
- Giovanni Pagnotta, O.E.S.A. † (mencionado en 1335)
- Niccolò Zucci, O.F.M. † (mencionado en 1341)
- Raimondo † (mencionado en 1343)
- Ponzio Perotti † (mencionado en 1349)[6]
- Giovanni di Magnavia † (mencionado en 1361)[6]
- Pietro Bohier, O.S.B. † (mencionado en 1365)[6]
- Giacomo di Muti † (mencionado en 1369)
- Luca Ridolfucci Gentili † (mencionado en 1372)
- Stefano Palosti de Verayneris † (mencionado en 1380)
- Gabriele Gabrielli, O.S.B. Cam. † (mencionado en 1383)[nota 3]
- Lorenzo Corvini † (17 de enero de 1389-?)[nota 4]
- Giovanni, O.S.B. † (mencionado en 1392)
- Francesco Scaccani † (1394-1399)
- Antonio Arcioni † (1400-1405)
- Paolo di Francesco di Roma, O.F.M. † (antes de 1405-después de 1407)
- Francesco, O.S.B. † (mencionado en 1411)
  - Pietro Sacco † (locum tenens)
- Giacomo Isolani † (1414-1417)
- Sante da Cave † (1420-5 de mayo de 1427 falleció)
- Nicola Lazzaro di Guinigi † (21 de mayo de 1427-?)
  - Luca de Alpinis † (locum tenens)
- Daniele Gari Scotti † (mencionado el 17 de abril de 1431)
- Gasparre di Diano † (27 de diciembre de 1431-?)
- Stefano del Buono † (12 de noviembre de 1434-10 de septiembre de 1435 falleció)
- Genesio † (29 de octubre de 1435-?)
- Andrea da Montecchio † (23 de agosto de 1437-?)
- Onofrio di Francesco † (mencionado en 1444)
- Giosuè Mormile † (mencionado en 1447)
- Roberto Cavalcanti † (mencionado el 18 de abril de 1447)
- Berardo Eroli † (mencionado en 1447)
- Francesco dal Legname † (mencionado en 1459)
- Giovanni Neroni † (mencionado en 1462)
- Domenico de Dominici † (mencionado en 1464)
- Nicolò Trevisan † (mencionado en 1480-1484 y 1487)
- Leonardo Marchese † (mencionado en 1485)
- Giacomo Botta † (mencionado en 1489)
- Jaime Serra † (13 de febrero de 1492-2 de octubre de 1500 publicado cardenal)
- Pietro Gamboa † (12 de junio de 1501-? falleció)
- Pietro Accolti † (20 de noviembre de 1505-? renunció)
- Domenico Giacobazzi † (mencionado en 1511)
- Andrea Giacobazzi † (mencionado en 1520)
- Paolo Capizucchi † (mencionado en 1521)
- Bartolomeo Guidiccioni † (mencionado en 1539)
- Pomponio Cesi † (3 de enero de 1540-4 de agosto de 1542 falleció)
- Filippo Archinto † (1542-?)
- Ludovico Beccadelli † (mencionado en 1554)
- Pietro De Petris † (mencionado el 1 de junio de 1555)
- Virgilio Rosario † (mencionado el 6 de julio de 1555-28 de noviembre de 1558 nombrado vicario general)

### Vicarios generales para la diócesis de Roma
- Virgilio Rosario † (28 de noviembre de 1558-22 de mayo de 1559 falleció)
  - Pietro De Pretis † (pro-vicario)
- Giacomo Savelli † (1560-1587 renunció)
  - Sebastiano Portici † (pro-vicario)
  - Giovanni Oliva † (pro-vicario)
  - Michele Bonelli, O.P. † (1585?-?) (pro-vicario)
- Girolamo Rusticucci † (1588-1603 renunció)
- Camillo Borghese † (junio de 1603-16 de mayo de 1605 electo papa con el nombre de Paulo V)
- Girolamo Pamphili † (1605-11 de agosto de 1610 falleció)
- Giovanni Garzia Millini † (1610-1629 renunció)
- Marzio Ginetti † (2 de octubre de 1629-1 de marzo de 1671 falleció)
  - Antonio Barberini, O.F.M. Cap. † (1636-1640 renunció) (pro-vicario)
- Paluzzo Paluzzi Altieri degli Albertoni † (1667-1671 renunció)
- Gaspare Carpegna † (12 de agosto de 1671-6 de abril de 1714 falleció)
  - Girolamo Casanate † (1682-?) (pro-vicario)
  - Niccolò Caracciolo † (18 de diciembre de 1715-6 de diciembre de 1717 renunció) (pro-vicario)
- Giovanni Domenico Paracciani † (7 de noviembre de 1717-9 de mayo de 1721 falleció)
- Fabrizio Paolucci de' Calboli † (11 de mayo de 1721-12 de junio de 1726 falleció)
- Prospero Marefoschi † (13 de junio de 1726-24 de febrero de 1732 falleció)
- Giovanni Antonio Guadagni, O.C.D. † (1 de marzo de 1732-15 de enero de 1759 falleció)
- Antonio Maria Erba Odescalchi † (1759-28 de marzo de 1762 falleció)
- Marcantonio Colonna † (19 de abril de 1762-4 de diciembre de 1793 falleció)
- Andrea Corsini † (8 de diciembre de 1793-18 de enero de 1795 falleció)
- Giulio Anguillara Capece Cavazza della Somaglia † (1795-1818 renunció)
  - Antonio Despuig y Dameto † (1810-1813) (pro-vicario)
- Lorenzo Litta Visconti Arese † (18 de septiembre de 1818-1 de mayo de 1820 falleció)
- Annibale della Genga † (12 de mayo de 1820-28 de septiembre de 1823 electo papa con el nombre de León XII)
  - Giuseppe Della Porta Rodiani † (23 de septiembre de 1823-2 de enero de 1824 renunció) (pro-vicario)
- Placido Zurla, O.S.B. Cam. † (7 de enero de 1824-19 de octubre de 1834 falleció)
- Carlo Odescalchi † (21 de noviembre de 1834-21 de noviembre de 1838 renunció)
- Giuseppe Della Porta Rodiani † (30 de noviembre de 1838-18 de diciembre de 1841 falleció)
- Costantino Patrizi Naro † (22 de diciembre de 1841-20 de abril de 1849 nombrado cardenal obispo de Albano)
- Raffaele Monaco La Valletta † (21 de diciembre de 1876-27 de febrero de 1880 nombrado camarlengo del Colegio cardenalicio)
- Lucido Maria Parocchi † (16 de febrero de 1884-1899 renunció)
- Domenico Maria Jacobini † (14 de diciembre de 1899-1 de febrero de 1900 falleció)
- Pietro Respighi † (9 de abril de 1900-22 de marzo de 1913 falleció)
- Basilio Pompilj † (7 de abril de 1913-5 de mayo de 1931 falleció)
- Francesco Marchetti Selvaggiani † (9 de marzo de 1931-13 de enero de 1951 falleció)
- Clemente Micara † (26 de enero de 1951-11 de marzo de 1965 falleció)
  - Luigi Traglia † (28 de marzo de 1960-30 de marzo de 1965 nombrado vicario) (pro-vicario)
- Luigi Traglia † (30 de marzo de 1965-9 de enero de 1968 renunció)
- Angelo Dell'Acqua, O.Ss.C.A. † (13 de enero de 1968-27 de agosto de 1972 falleció)
  - Ugo Poletti † (13 de octubre de 1972-26 de marzo de 1973 nombrado vicario) (pro-vicario)
- Ugo Poletti † (26 de marzo de 1973-17 de enero de 1991 retirado)
  - Camillo Ruini (17 de enero de 1991-1 de julio de 1991 nombrado vicario) (pro-vicario)
- Camillo Ruini (1 de julio de 1991-27 de junio de 2008 retirado)
- Agostino Vallini (27 de junio de 2008-26 de mayo de 2017 retirado)
- Angelo De Donatis (26 de mayo de 2017-6 de abril de 2024 nombrado penitenciario mayor)
- Baldassare Reina, desde el 6 de octubre de 2024